# Cor Kools
Cornelis Wilhelmus (Cor) Kools (Teteringen, 20 juli 1907 - Breda, 24 september 1985) was een Nederlands voetballer, trainer en international. Hij speelde zijn gehele loopbaan voor NAC.
Kools speelde zestien interlands voor het Nederlands voetbalelftal, waarin hij drie keer scoorde. Hij nam deel aan de Olympische Zomerspelen van 1928 en behoort tot de ereleden van NAC Breda.